# Горки (Россонский район)
Горки (бел. Го́ркі) — деревня в Россонском районе Витебской области Республики Беларусь. В составе Соколищенского сельсовета.

## География
Деревня расположена в 26 км на юго-запад от Россон и в 140 км на северо-запад от Витебска.

## История
В 1893–1913 гг. в Горках была помещик Лефер построил живописную усадьбу. Имение располагалось на холмистой северо-восточной окраине деревне.
Центральный усадебный дом имел асимметричную динамическую трехмерную композицию, вертикальной доминантой которой была мощная четырехугольная трехъярусная башня с шатром. Кирпичные фасады «обыгрывались» узкими бойницами и поясом остроконечных арочных ниш, напоминающих белорусские средневековые оборонительные церкви.
Стены хозяйственных построек, которые обеспечивали бытовые нужды владельцев, также облицованы местным бутовым камнем.

## Население
- 2009 год — 6 жителей (перепись населения)

## Достопримечательность
- Усадеба Леферов (1893)